# بوومور (کارولینای شمالی)
بوومور (به انگلیسی: Bowmore) شهری در ایالت کارولینای شمالی کشور ایالات متحده آمریکا است که جمعیت آن در سرشماری سال ۲۰۱۰ میلادی، ۱۰۳ نفر بوده‌است.